# Darskowo (Złocieniec)
Darskowo (deutsch Friedrichsdorf) ist ein Dorf in der Landgemeinde (Gmina) Złocieniec (Falkenburg) im Powiat Drawski (Dramburger Kreis) in der polnischen Woiwodschaft Westpommern.

## Geographische Lage
Das Dorf liegt in Hinterpommern, nordöstlich der Drage, etwa hundert Kilometer östlich von Stettin, neun Kilometer östlich von Drawsko Pomorskie (Dramburg)  und vier Kilometer westnordwestlich von Złocieniec (Falkenburg). Die Region gehört zur Landschaft der Pommerschen Schweiz.

## Geschichte

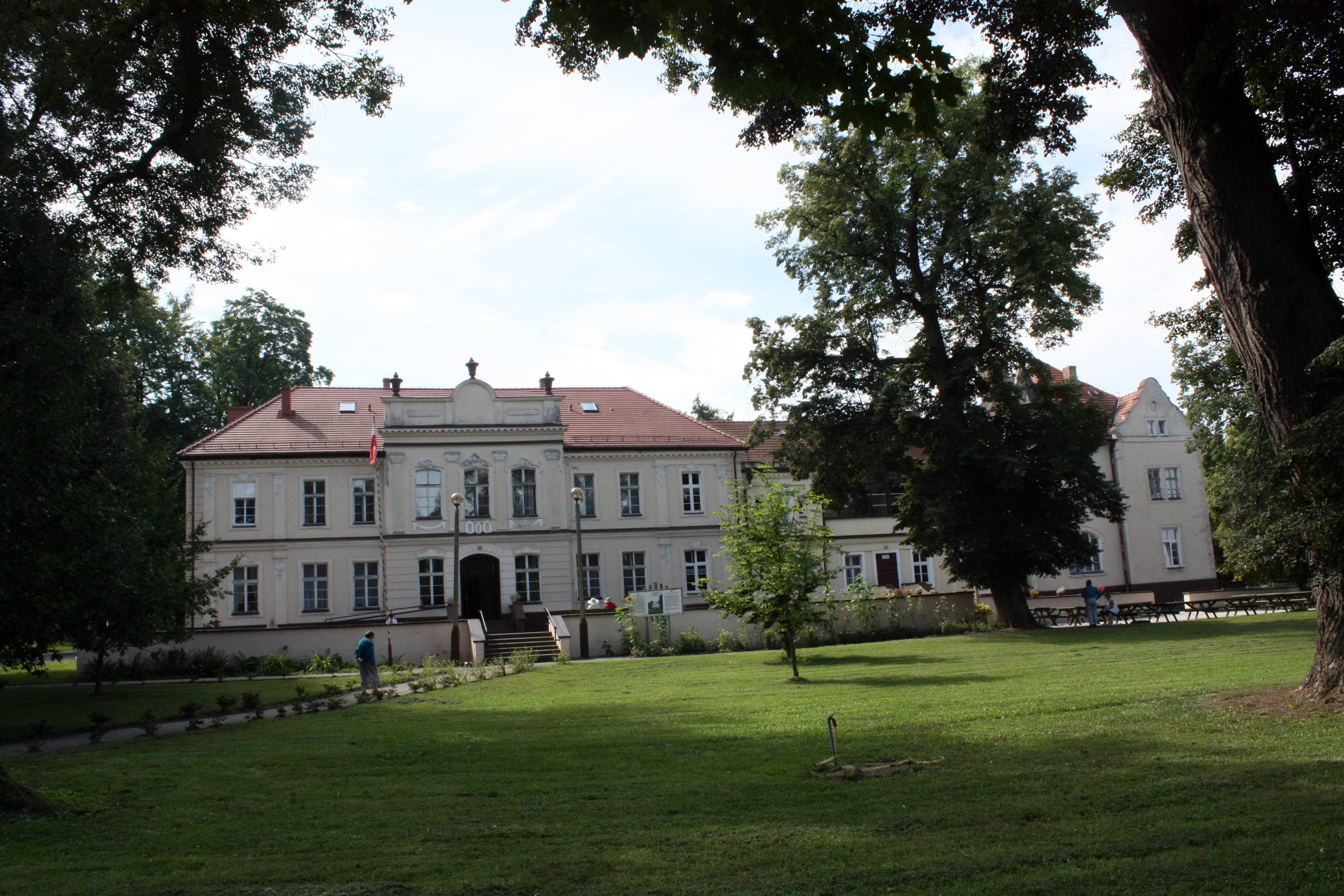
Schloss Friedrichsdorf, ehemaliges Gutshaus des Ritterguts Friedrichsdorf (Aufnahme 2013)

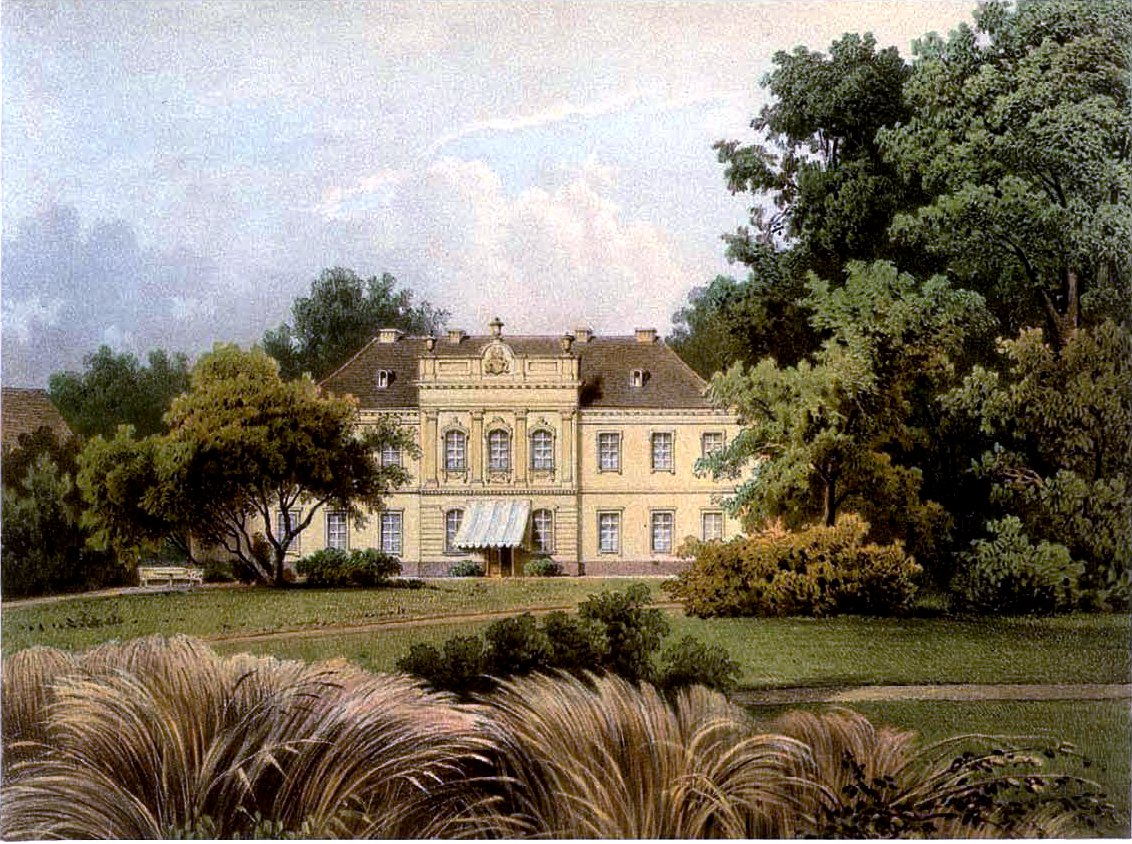
Gut Friedrichsdorf um 1860, Sammlung Alexander Duncker

Die Ortschaft gehörte früher zum Rittergut Friedrichsdorf. Im 18. Jahrhundert hatte sich die Gerichtsbarkeit des Dorfs, das seinerzeit noch zur Provinz Neumark gehört hatte, in den Händen des Gutsbesitzers befunden. Am Anfang des 19. Jahrhunderts befand sich das Dorf (das Bratring „Friedrichshof“ nennt) im Besitz eines von Döberitz.
Um 1930 hatte die Gemeinde Friedrichsdorf eine 15 Quadratkilometer große Gemarkungsfläche, auf der insgesamt 28 bewohnte Wohnhäuser standen und die in sechs Wohnstätten aufgeteilt war:
- Auf dem Anger
- Brandenbrück
- Forsthaus Rudolfshöh
- Friedrichsdorf
- Friedrichsdorfer Mühle
- Klestin

Friedrichsdorf  gehörte im Jahr 1945 zum Kreis Dramburg im Regierungsbezirk Köslin der preußischen Provinz Pommern des Deutschen Reichs. Friedrichsdorf  war Sitz des Amtsbezirks Friedrichsdorf.
Gegen Ende des Zweiten Weltkriegs wurde die Region im Frühjahr 1945 von der Roten Armee erobert und besetzt. Kurz nach Kriegsende wurde die Region zusammen mit ganz Hinterpommern – militärische Sperrgebiete ausgenommen – seitens der sowjetischen Besatzungsmacht der Volksrepublik Polen zur Verwaltung überlassen. Es wanderten nun Polen zu. Friedrichsdorf wurde unter dem Namen  „Darskowo“ verwaltet. Die einheimische Bevölkerung wurde von der polnischen Administration  bis etwa 1947 aus Friedrichsdorf vertrieben.

### Demographie
| Jahr | Einwohner | Anmerkungen                                                            |
| ---- | --------- | ---------------------------------------------------------------------- |
| 1804 | 173       | Dorf und Gut                                                           |
| 1818 | 243       | Friedrichsdorf mit Jungfernkamp, Kirchdorf und Mühle, adlige Besitzung |
| 1852 | 482       | [ 5 ]                                                                  |
| 1910 | 315       | davon 78 im Dorf und 237 im Gutsbezirk                                 |
| 1925 | 363       | davon 337 Evangelische und 26 Katholiken                               |
| 1933 | 274       | [ 7 ]                                                                  |
| 1939 | 310       | [ 7 ]                                                                  |

## Kirchspiel
Das evangelische Kirchspiel war eine Filiale des Kirchspiels von Groß Grünow.

## Persönlichkeiten

### Söhne und Töchter des Ortes
- Magnus von Knebel (1890–1942), deutscher Agrarpolitiker, Vizepräsident des Reichsbundes der Genossenschaften
- Armgard von Alvensleben (1893–1970), Äbtissin des Klosters Stift zum Heiligengrabe, Hauptgeschäftsführerin der Evangelischen Deutschen Bahnhofsmission
- Joachim Müncheberg (1918–1943), deutscher Major und Jagdflieger

### Mit dem Ort verbunden
- Otto Rannow (1866–1932), deutscher Landwirt und Politiker (DNVP), besaß einen Bauernhof in Friedrichsdorf